# 史晋川
史晋川（1957年2月—），男，汉族，生于浙江杭州，祖籍山西武乡县，复旦大学经济学博士，浙江大学经济学院教授、博士生导师，曾任经济学院院长，浙江大学社会科学学部主任，浙江大学民营经济研究中心主任。现代西方经济学、宏观经济理论与政策、区域经济发展战略是其主要研究领域。

## 生平
1982年毕业于杭州大学经济学专业，1984年取得复旦大学经济学硕士，后在杭州大学任教，1992年任经济系主任。1997年在职取得复旦大学经济学博士学位。
2009至2014年任浙江大学社会科学学部主任；
2012至2015年任经济学院院长；
2012年任浙江大学金融研究院院长；
2015年任浙江大学文科学术咨询委员会主任。

## 著作
18部著(译)作，主要有：
- 《社会主义经济通货膨胀导论》(1989年)
- 《经济增长模式与通货膨胀机理》(1998年)
- 《当代西方经济学流派》(2001年)
- 《制度变迁与经济发展：“温州模式”研究》(2002年)等

在《经济研究》等杂志发表100余篇论文，主要有：
- 《国民经济增长总量模型分析》(1985年)
- 《计算机软件盗窃案中厂商收益损失确定的经济学分析》(1996年)
- 《市场深化中民间金融的兴起》(1997年)
- 《产品责任制度建立的经济学分析》(2002年)等

## 荣誉
- 2009年入选“影响新中国经济建设的100位经济学家”
- 2014年入选国家"万人计划"哲学社会科学领军人才